# Fritz Fenzl

Fritz Fenzl, 2012

Fritz Fenzl (* 31. Januar 1952 in München) ist ein deutscher Schriftsteller.

## Leben
Fritz Fenzl stammt aus einer Beamtenfamilie und studierte unter anderem Germanistik und Katholische Theologie an der Ludwig-Maximilians-Universität München. Dem Ersten Staatsexamen folgte das Referendariat in Berchtesgaden, danach promovierte er über Ludwig Thoma. Neun Jahre amtierte er als Chef des Münchener Literaturarchivs „monacensia“.
Fenzl unterrichtet katholische Religion und Deutsch am Städtischen Thomas-Mann-Gymnasium in München. Er ist geschieden und hat eine erwachsene Tochter. Fenzl lebt in München-Pasing.

## Literarische Laufbahn
Mit Mundartlyrik avancierte Fenzl Mitte der 1970er Jahre zum Mitglied der Dichtervereinigung „Die Turmschreiber“. Er verfasste Kolumnen für die Süddeutsche Zeitung und erhielt 1978 den Kulturellen Förderpreis der Stadt München. 1994 wurde er mit dem Bayerischen Poetentaler ausgezeichnet. Bislang publizierte er rund vierzig Bücher (Belletristik, Sachbuch) in Verlagen wie Rosenheimer und Nymphenburger. Fenzl unterstützt die posthume Verehrung des Benediktinerpaters Frumentius Renner und hat dessen angebliche Wundertätigkeit auch in mehreren Büchern thematisiert.

## Werke (Auswahl)
- Da Zoaga ruckt auf zwaife. Bairische Gedichte. München 1977.
- Ludwig Thoma. Dissertation. München 1983. (mit Vita)
- 175 JAHRE OKTOBERFEST. München 1985.
- Wahre Wunder. Aufzeichnungen aus den geheimen Archiven des Pater Frumentius über das Wirken von Engeln und Dämonen. München 2000.
- Schutzengel-Wunder. München 2001.
- Marienwunder aus aller Welt. München 2002.
- Wunderwege in Bayern. München 2002.
- Keltenkulte in Bayern. Spurensuche an Kraftorten. München 2003.
- Wunderheilungen. München 2003.
- Kraftorte selber finden. Wegweiser zu magischen Plätzen und Quellen der Heilung. München 2004.
- Der bayerische Jakobsweg. München 2004.
- Magische Orte in Bayern. Rosenheim 2004.
- Münchner Stadtgeschichten. Erweiterte Auflage. München 2004.
- Jungbrunnen. München 2005.
- Das Magische München. München 2007 (Buchkritik von Stefan Nowicki, Münchner Mikrokosmen, 2009)
- Münchner Stadtgeschichten München 2008.
- Höllensturz. München 2009.
- Magische Orte von König Ludwig II. Rosenheim 2010.
- Magische Kraftorte in Bayern. Rosenheim 2014.
- Magische Kraftorte in Franken. Rosenheim 2014.
- Magische Glücksorte in Bayern. Rosenheim 2015.
- Magische Glücksorte in München. Rosenheim 2015.
- Magische Glücksorte im Chiemsee Alpenland. Rosenheim 2016.
- Magische Kraftorte in Niederbayern. Südost, Regenstauf 2018.
- Geheimbünde in Bayern. Südost, Regenstauf 2018.
- Das Buch der unheimlichen Orte in Bayern. Berg b. Bruckmann, München 2020.
- Schauerorte Logen Morde in Oberbayern. Omino, Berlin 2023.
- Die Geistervilla. Roman. Omino, Berlin 2024.